# Penthouse (apartamento)

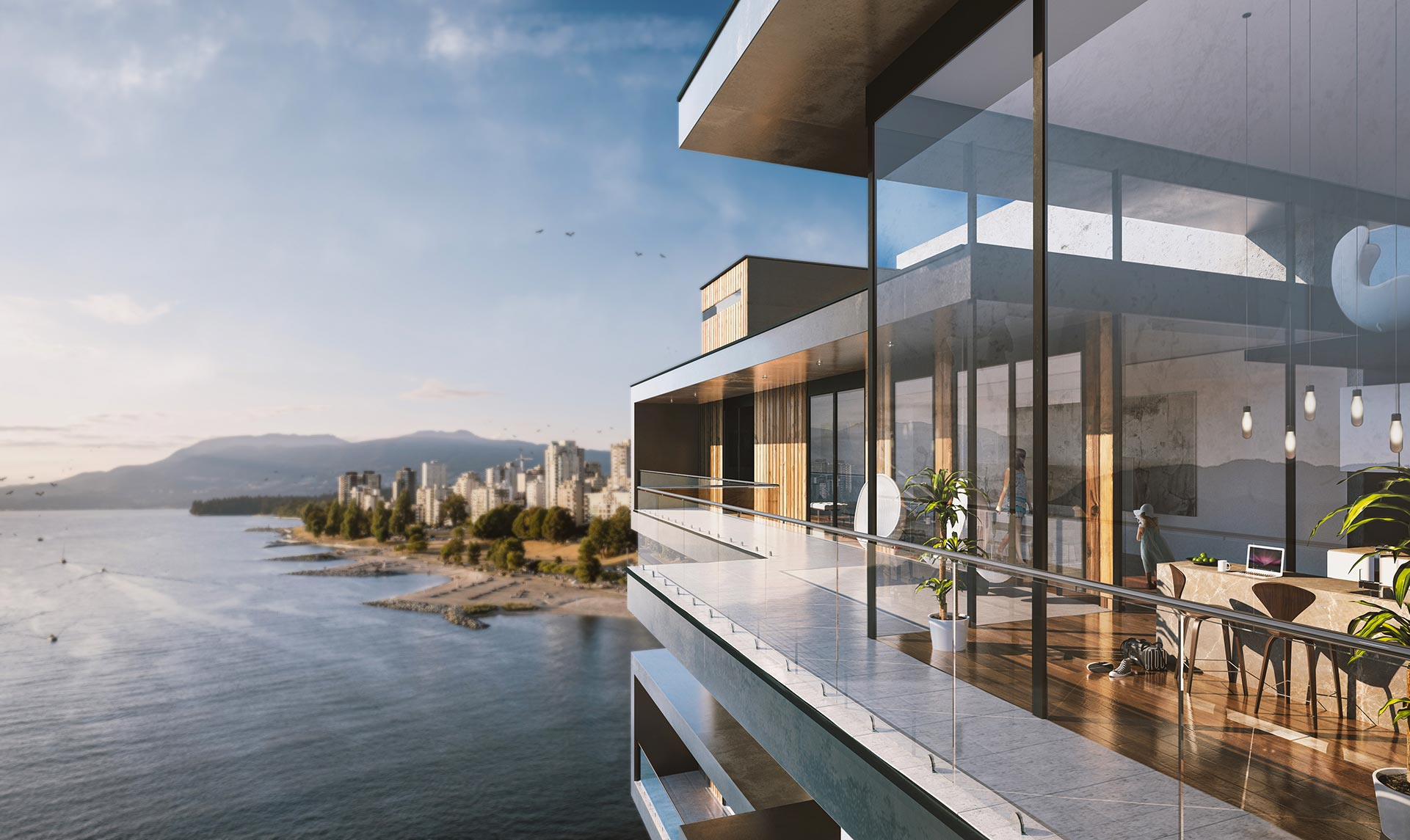
Penthouse en un edificio de apartamentos

El penthouse o ático de lujo es el espacio habitable ubicado directamente debajo de la azotea de un edificio de apartamentos. En algunos edificios se reservan los pisos superiores para apartamentos de diseño y lujo muy exclusivos.
Esta consideración ha sufrido con la instalación de ascensores en los edificios un cambio histórico, pues en los antiguos edificios, el ático era la parte menos noble dada su penosa accesibilidad, su temperatura más extrema y variable y la posible humedad derivada de su cercanía al tejado.
Un penthouse es un apartamento o unidad en el piso más alto de un edificio de apartamentos, condominio, hotel o torre. Los penthouses se diferencian típicamente de otros apartamentos por características de lujo. El término penthouse se refería originalmente, y en ocasiones todavía se refiere, a una «casa» separada más pequeña que se construía en el techo de un edificio de apartamentos. Arquitectónicamente, se refiere específicamente a una estructura en el techo de un edificio que se retira de sus muros exteriores. Estas estructuras no tienen que ocupar toda la plataforma del techo. Recientemente, los edificios de apartamentos de lujo de gran altura han comenzado a designar varias unidades en todo el piso residencial superior o varios pisos residenciales superiores, incluido el piso superior, como penthouses, y equiparlos para incluir accesorios, acabados y diseños de ultra lujo que son diferentes de los existentes en todos los demás pisos residenciales del edificio. Estos penthouses no suelen estar apartados de las paredes exteriores del edificio, sino que están alineados con el resto del edificio y simplemente difieren en tamaño, lujo y, en consecuencia, precio.

## Desarrollo
El ático de lujo se desarrolló como una forma independiente de arquitectura urbana desde principios del siglo XX. En relación con esto estuvo la difusión del ascensor eléctrico, que ahora permitía un cómodo acceso al último piso de los edificios de gran altura. Mientras que en el primer o segundo piso de las casas adosadas antes se encontraban los apartamentos más elegantes y en las buhardillas bajo el tejado se alojaban simples apartamentos para el servicio, ahora resulta atractivo el establecimiento de apartamentos exclusivos en el último piso. El precursor arquitectónico es el piso del ático, un último piso superior sobre el techo y cornisa, que a menudo era más bajo y tenía ventanas más pequeñas que los pisos inferiores.
Un ejemplo de arquitectura constructivista es el apartamento de Nikolái Miliutin en el Edificio Narkomfin, construido en 1928 por los arquitectos Moissei Ginsburg e Ignati Milinis en Moscú.
Los áticos lujosamente amueblados de las décadas de 1940 y 1950 tenían a menudo su propio ascensor y se caracterizaban por su mobiliario especial. La azotea, que también puede equiparse con una piscina o un jardín en la azotea, suele ofrecer una vista panorámica de la ciudad. Dado que la contaminación del aire aumentó debido al aumento masivo del tráfico de automóviles en el centro de la ciudad a partir de mediados del siglo XX, el ático a gran altura con su aire más fresco ofrecía otra ventaja.
Diseñada por Le Corbusier en 1952 a partir de su idea de «unidad de vivienda» (Unité d'Habitation), la Cité Radieuse de Marsella fue concebida como un distrito urbano vertical y concentrado, con todos los equipamientos necesarios para la vida y las actividades de ocio. En la azotea de la Cité Radieuse, las «instalaciones de vivienda sucesivas» (prolongements du logis) que eran compartidas por todos los residentes estaban (y todavía están, con usos en parte diferentes) alojadas en estructuras tipo ático de lujo, incluida una guardería con zona exterior, piscina, gimnasio, polideportivo, Solarium y zonas comunes.
Los diseñadores y arquitectos europeos reconocieron desde hace mucho tiempo el potencial de crear espacios habitables que pudieran aprovechar los tejados y esos sectores. Los penthouses aparecieron por primera vez en las ciudades de Estados Unidos en la década de 1920 con la explotación de los espacios en los techos para la propiedad de lujo. El primer desarrollo reconocido en Estados Unidos fue en la cima del Hotel Plaza con vista a Central Park en la ciudad de Nueva York en 1923. Su éxito provocó un rápido desarrollo de penthouses similares en la mayoría de las principales ciudades de los Estados Unidos en los años siguientes.
La popularidad de los penthouses se debió a los contratiempos que permitieron espacios privados de terraza al aire libre significativamente más grandes que los balcones en voladizo tradicionales. Debido a la conveniencia de contar con espacio al aire libre, se comenzaron a diseñar edificios con estructuras que pudieran acomodar el desarrollo de departamentos y terrazas en sus niveles más altos.
Los penthouses modernos pueden tener o no terrazas. El espacio del piso superior puede dividirse entre varios apartamentos o un solo apartamento puede ocupar un piso completo. Los penthouses a menudo tienen su propio acceso privado donde el acceso a cualquier techo, terraza y cualquier retroceso adyacente está controlado exclusivamente.

## Diseño

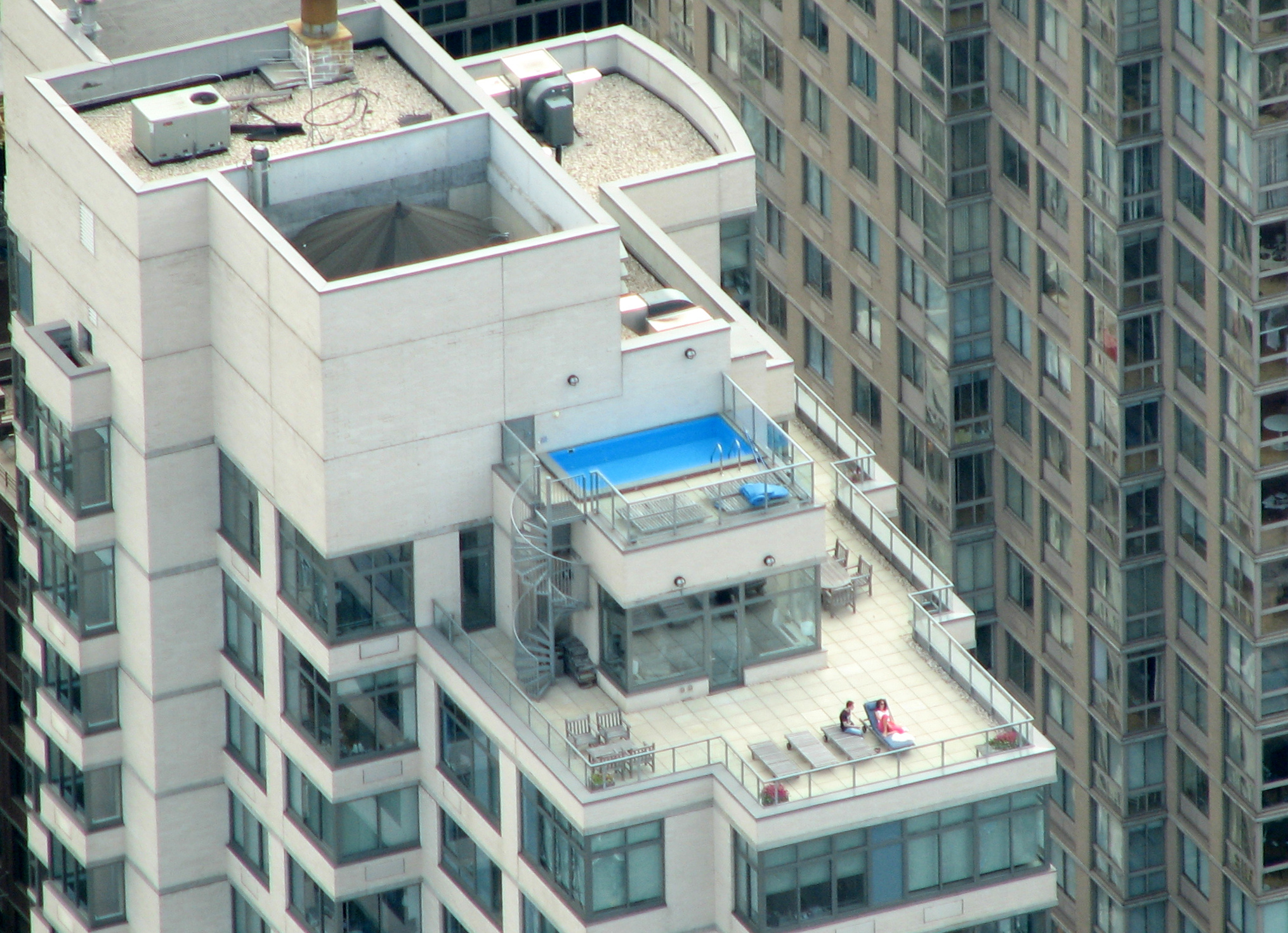
Un penthouse de Manhattan con piscina, visto desde la plataforma de observación del Empire State Building.

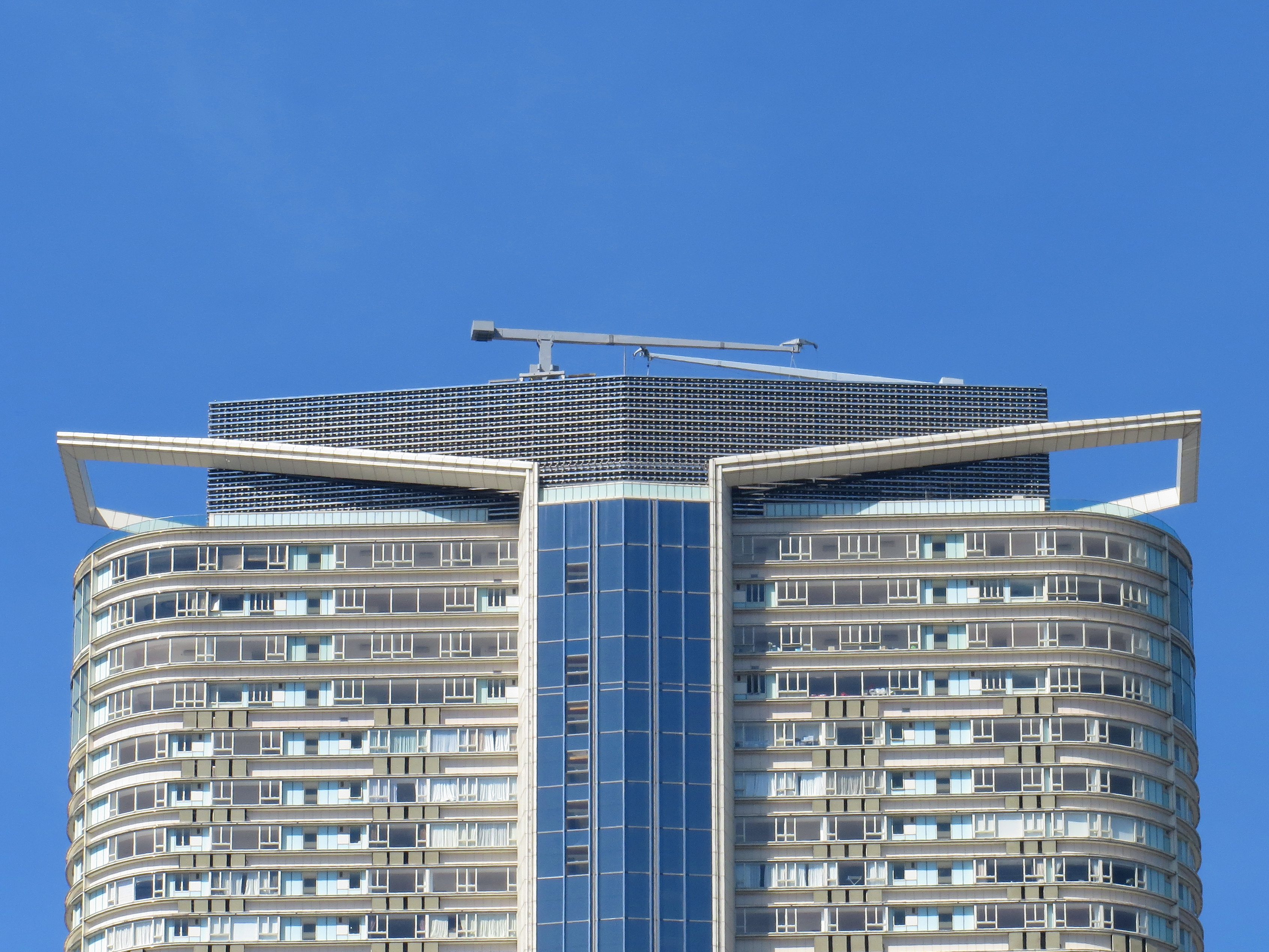
Penthouses ubicados en los pisos superiores de The Masterpiece en Hong Kong

Los penthouses también se diferencian por comodidades de lujo, como electrodomésticos de alta gama, accesorios de los mejores materiales, lujosos sistemas de pisos y más.
Las características que no se encuentran en la mayoría de los apartamentos del edificio pueden incluir una entrada privada o un ascensor, o techos más altos/abovedados. En los edificios que consisten principalmente en apartamentos de un solo nivel, los penthouses se pueden distinguir por tener dos o más niveles. También pueden tener características como terraza, chimenea, más área de piso, ventanas de gran tamaño, múltiples suites principales, espacio de estudio/oficina, jacuzzis y más. Pueden estar equipados con cocinas de lujo con electrodomésticos de acero inoxidable, encimeras de granito, barra de desayuno/isla entre otros.

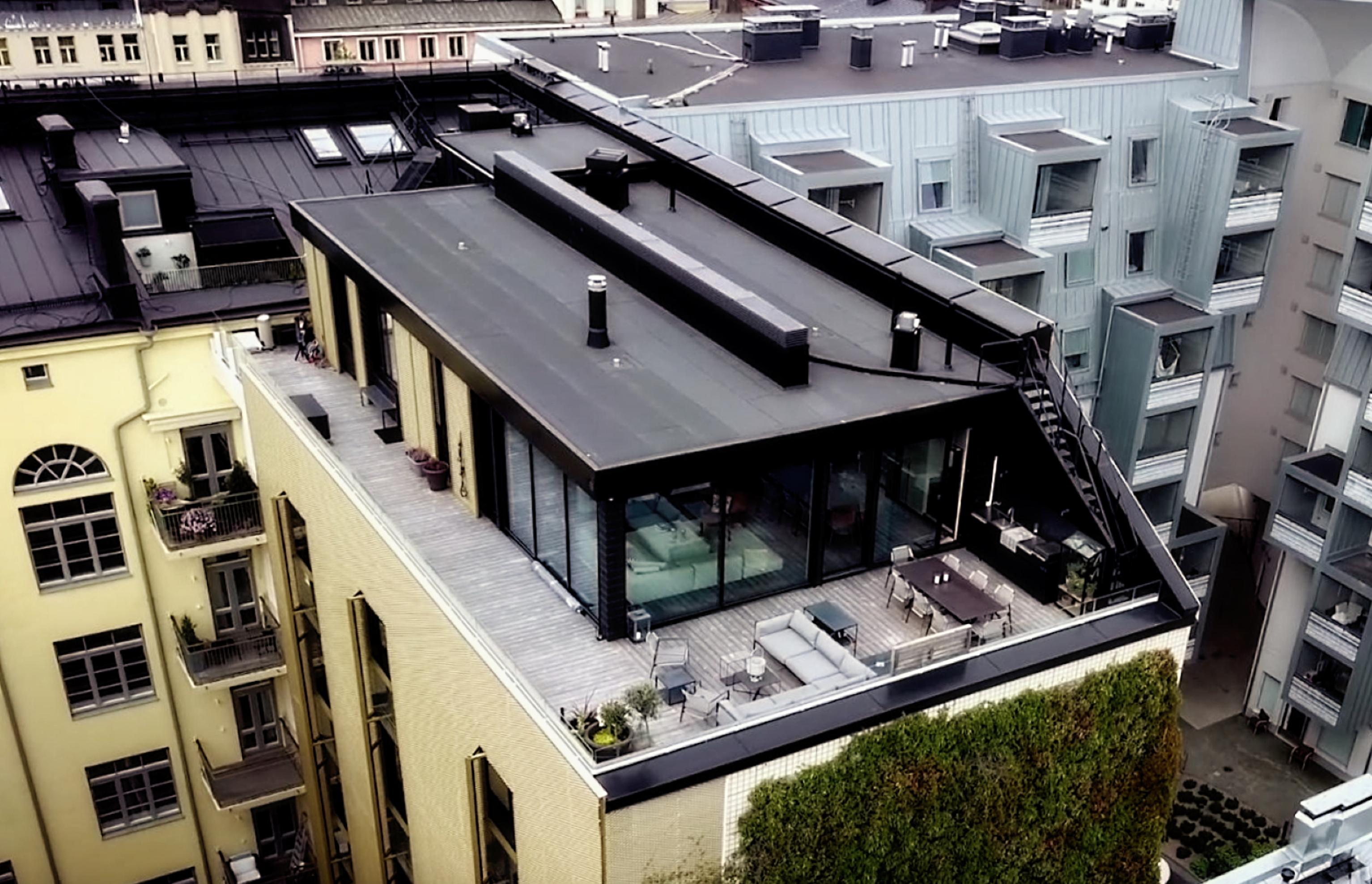
Ático de lujo en Helsinki, Finlandia

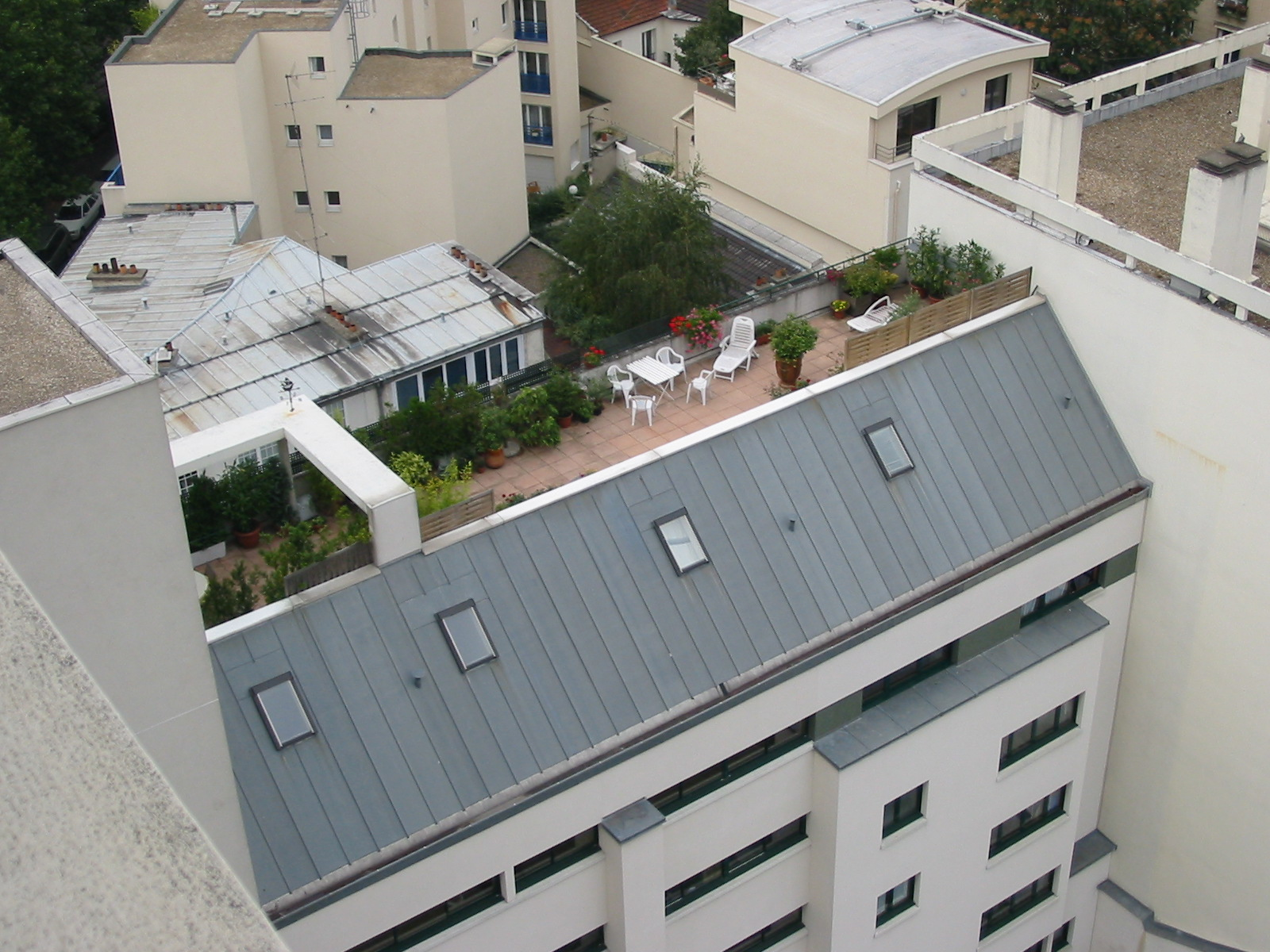
Penthouse en tejados en París.

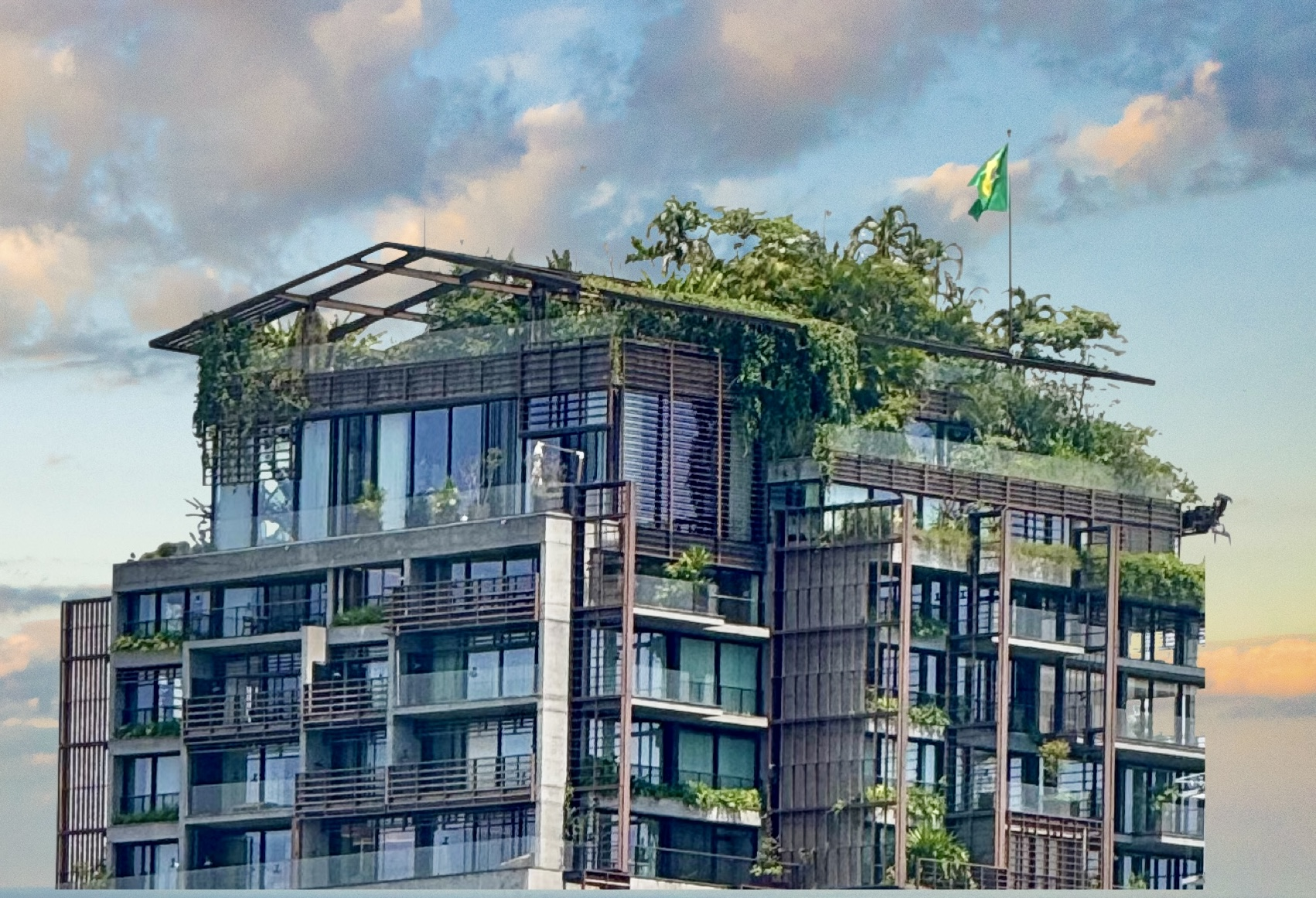
Penthouse Suite, un ático triplex de 1.115 metros cuadrados ubicado en el megacomplejo de lujo Cidade Matarazzo, diseñado por el arquitecto francés Jean Nouvel. Ubicado en el barrio de Bela Vista, São Paulo.

Los residentes de los penthouses suelen tener hermosas vistas del horizonte de la ciudad. El acceso a un penthouse generalmente se proporciona mediante un ascensor independiente. Los residentes también pueden acceder a una serie de servicios del edificio, como la recogida y entrega de todo, desde la limpieza en seco hasta la cena; reservas a restaurantes y eventos realizadas por el personal del edificio; y otros servicios de conserjería.
Por ejemplo: el penthouse en la planta superior del edificio del 15 Central Park West, edificio de apartamentos de veinte pisos en Nueva York, que da sobre el Central Park, tiene las siguientes instalaciones:
- Ubicado en una terraza en la azotea, el penthouse tiene una vista del horizonte de Midtown Manhattan y a sus pies está toda la geometría de Central Park.
- El techo del penthouse se construyó para tener trece pies y medio de altura. Las ventanas se hicieron para ser tan altas y anchas como fuera posible.
- Cada sección del penthouse fue amueblada con materiales únicos. Para la galería de entrada: suelos de mármol y paneles de pergamino enmarcados en caoba. Para la biblioteca: palo de rosa de Brasil. Para el comedor: estuco veneciano. Para el dormitorio principal: yeso rizado. Para la cocina: laca verde jaguar, bambú y cristal texturizado. Para el interior de las chimeneas: ladrillos largos y estrechos del siglo XIX importados de Francia.

Este ático de lujo tiene un sistema tecnológico muy sofisticado. Se instaló un anemómetro en el techo para medir la velocidad del viento para que el toldo de lona de las terrazas se pueda retraer y no se desprenda de la exaltada fachada del ático. Se utilizaron sensores de humedad para detectar una fuga, enviando automáticamente un correo electrónico a los administradores del edificio. Los sensores de temperatura, sujetos a las tuberías, envían un correo electrónico cuando la temperatura se desvía tan solo un grado de la temperatura establecida por el cliente.

## Ejemplos de penthouses notables
| Penthouse                 | Localización                              | Imagen | Descripción |
| ------------------------- | ----------------------------------------- | ------ | --- |
| One Hyde Park             | Knightsbridge, Londres,                   |        | El penthouse One Hyde Park es uno de los más exclusivos del mundo, ubicado en una de las zonas más prestigiosas de Londres. Con impresionantes vistas a Hyde Park y la ciudad, el ático está diseñado con un estilo sofisticado y acabados de alta gama. Los residentes tienen acceso a una variedad de comodidades que incluyen seguridad las 24 horas, spa y servicios de conserjería, lo que hace que la experiencia de vivir aquí sea verdaderamente lujosa. Sus áticos se han vendido por casi 200 millones de libras y a menudo se considera el edificio de apartamentos más exclusivo del mundo. |
| Hotel The Standard        | Meatpacking District, Nueva York, EE. UU. |        | El penthouse del Hotel Standard de Nueva York es famoso por su diseño moderno y vibrante. Con impresionantes vistas del río Hudson y el horizonte de la ciudad, el penthouse es un espacio de entretenimiento ideal, que cuenta con una terraza al aire libre y elegantes áreas de estar. Los interiores están decorados en un estilo contemporáneo y los huéspedes pueden disfrutar de servicios de hotel de lujo. |
| Burj Khalifa              | Downtown Dubai, Emiratos Árabes Unidos    |        | El penthouse del Burj Khalifa, el edificio más alto del mundo, es un ejemplo extremo de lujo y exclusividad. Con una superficie de 3.320 metros cuadrados, el ático ofrece vistas incomparables del desierto y la ciudad de Dubai. Los interiores están diseñados con materiales de la más alta calidad e incluyen varias suites, piscina privada y zonas de entretenimiento. La experiencia de vivir aquí se complementa con servicios de conserjería de muy alta clase. En la foto se ve una vista desde el edificio.                                                                                 |
| One57                     | Billionaire's Row, Nueva York, EE. UU.    |        | Conocido como “El edificio de los multimillonarios”, el penthouse One57 es uno de los más codiciados de Nueva York. Con impresionantes vistas al Central Park y al horizonte de la ciudad, el ático cuenta con un diseño lujoso y acabados de alta calidad. Los espacios son amplios y bien iluminados, con cocinas gourmet y varias master suites, brindando comodidad y sofisticación. |
| The Shard                 | Bermondsey, Londres, Reino Unido          |        | El penthouse de The Shard, el edificio más alto de Europa, ofrece vistas espectaculares de la ciudad de Londres. Con un diseño contemporáneo y minimalista, el penthouse está equipado con ventanas de piso a techo, permitiendo que la luz natural inunde los espacios. Los residentes disfrutan de una experiencia de vida lujosa con acceso a servicios exclusivos y comodidades de alta gama. En la foto se ve el mirador del edificio. |
| Palais de la Méditerranée | Niza, Francia                             |        | El penthouse del Palais de la Méditerranée es un excelente ejemplo de lujo frente al mar, con impresionantes vistas al mar Mediterráneo y al Paseo de los Ingleses. Con un diseño elegante y contemporáneo, el ático cuenta con amplias terrazas donde los residentes pueden disfrutar del clima templado de la Riviera Francesa. Los interiores están decorados con materiales de alta calidad, incluido mármol y madera, y cuentan con espacios abiertos que maximizan la luz natural. |
| Torre Eureka              | Melbourne, Australia                      |        | El penthouse de la Torre Eureka es uno de los más altos de Australia, ubicado en el piso 88. Con vistas panorámicas de Melbourne y el río Yarra, este ático es un verdadero símbolo de lujo. Los interiores son modernos y sofisticados, con tecnología de vanguardia y acabados de alta calidad. La unidad también puede incluir una piscina privada y una amplia terraza, ideal para el entretenimiento. |